# Арефьев, Михаил Георгиевич
Михаил Георгиевич Арефьев (14 ноября 1903, Опадно — 20 августа 1968, Москва) — советский оружейник, доктор технических наук, генерал-майор ВС СССР и генерал бригады Войска Польского.

## Биография
Служил в танковых войсках, участник Великой Отечественной войны. С 30 апреля 1951 по 31 октября 1955 года служил в Войске Польском, преподавал на кафедре стрелкового оружия факультета оружия Военно-технической академии имени Ярослава Домбровского в Варшаве. 31 мая 1954 года произведён в генерал-майоры, в том же году награждён кавалерским крестом Ордена Возрождения Польши. Награждён также орденами Ленина, Красного Знамени, Красной Звезды и медалью «За победу над Германией». Осенью 1955 года вернулся в СССР, с 1956 по октябрь 1959 годов — заведующий военной кафедры МГТУ имени Н. Э. Баумана. Урна с прахом захоронена в колумбарии Новодевичьего кладбища.

## Научные работы
- Применение компенсаторов в размерных цепях стрелкового оружия / М. Г. Арефьев, доц., канд. техн. наук. — Москва: [б. и.], 1948. — 73 с.: ил.; 20 см.
- 12,7-мм станковый пулемет ДШК образца 1938 г. на универсальном станке образца 1938 г. / М. Арефьев и В. Малиновский ; Всесоюз. добровольное о-во содействия армии. — Москва: изд-во и тип. Изд-ва ДОСАРМ, 1950 (Тушино). — 44 с., 1 л. черт.: ил., черт.; 20 см.
- Производство стволов стрелкового оружия / М. Г. Арефьев, Л. И. Карпов; Под ред. акад. ген.-лейт. артиллерии А. А. Благонравова. — Москва: Оборонгиз. Глав. ред. вооружения и боеприпасов, 1945. — 226 с., 2 л. ил., схем.: ил.; 23 см.
- Методика разработки рабочих чертежей стрелкового оружия / полк. Арефьев М. Г. ; Под ред. акад. ген.-лейт. Благонравова А. А. ; Артиллер. ордена Ленина и ордена Суворова акад. Красной Армии им. Дзержинского. — Москва: [б. и.], 1946. — 420 с., 2 л. ил.: ил.; 21 см.